# Анастас Стоянов (общественик)
Вижте пояснителната страница за други личности с името Анастас Стоянов.
Анастас Хаджистоянов Хаджиганушев, известен като Анастас Стоянов е български възрожденски деец и общественик.

## Биография
Роден е около 1810 г. в Шумен. Учи в Шумен и във Влашко. С братята си е собственик на няколко магазина и склада в родния си град. Търгува с Цариград, по българските земи и във Влашко.
Умира през март 1873 г.

## Обществена дейност
Член е на ръководството на местната българска община. След Кримската война от 1853 – 1856 г. в дома му се открива първото класно девическо училище в Шумен. Подкрепя дейността на възрожденците Сава Доброплодни и Добри Войников. Осигурява и материална помощ за бедни ученици. В неговия дом Михай Шафран съставя първия български оркестър. Подпомага издаването на български книги и вестници. Изпраща 1500 гроша на Георги Раковски и баща му в затвора в Цариград през 1846 г. Участва в борбата за българска църковна независимост и ръководи изгонването на гръцкия владика Венеамин от Шумен.